# Kasteel van Rhoon

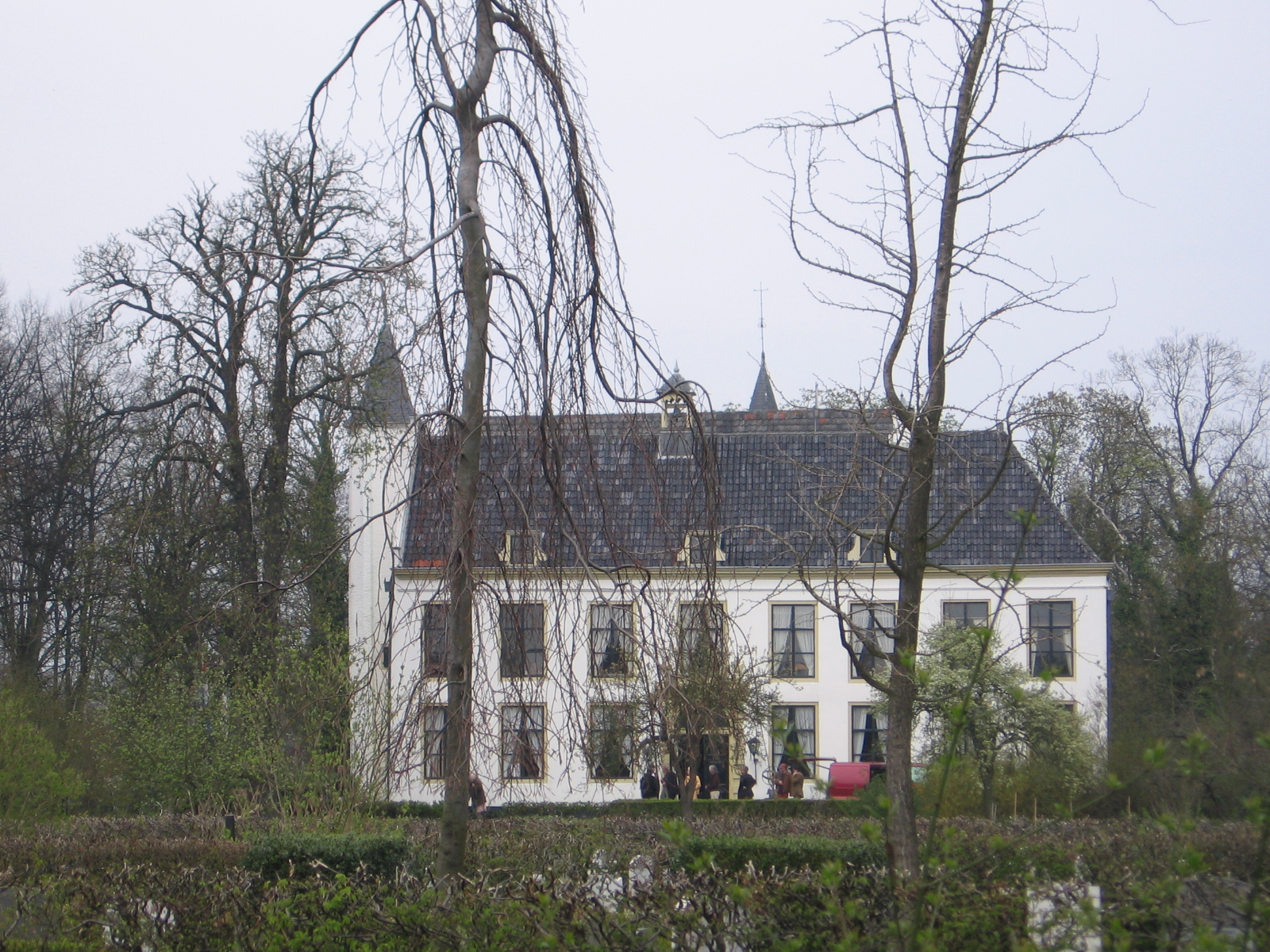
Kasteel van Rhoon

Het Kasteel van Rhoon in Rhoon is een versterkte donjon uit 1432 gebouwd door de familie Van Duyvelant, wier leden destijds leenheer waren van de Heerlijkheid Rhoon. Het kasteel is gebouwd op de plaats waar een ouder kasteel heeft gestaan. 
Het eerste kasteel stond 500 meter oostelijker en werd gebouwd nadat het gebied rondom Rhoon aan Biggo van Duyveland was beleend door Dirk VII van Holland. Dat oorspronkelijke kasteel - Marenburch - is door de Sint-Elizabethsvloed van 1421 verwoest. 
Ook de directe voorganger van het huidige kasteel is door deze vloed geraakt maar werd herbouwd. In 1572 werd het echter door de Geuzen verwoest, waarna opnieuw herbouw volgde. 
Het kasteel bevindt zich in het huidige Rhoon-Noord, daar waar de middeleeuwse dorpskom ligt, met onder andere de Dorpskerk en het Huis te Pendrecht.
Het kasteel is omgeven door een Engelse tuin, een Baroktuin en het Kasteelbos. Even verderop wordt het Rhoonse Bos gesticht, een heraanleg van waar vroeger het Jachtgebied de Huyters zich bevond. De voorzijde van het kasteel is tijdens de Bentinck-periode opgeknapt en met Empirestijl-ramen ingelegd. De achterzijde van het kasteel wordt gekenmerkt door trapgeveltjes en torentjes.
De binnenzijde van het Kasteel telt vele kunstwerken. In de Oude Keuken bevindt zich een grote schouw met houtsnijwerken. De toegangshal wordt gedomineerd door een grote eikenhouten trap en verder bevinden zich vele vrouwenfiguren en Arabesk-kunstwerken.
Het kasteel is verdeeld over vele zalen:
- Annazaal; Vernoemd naar Anna van Grave. Dit was de bestuurszaal en is behangen met driehonderd jaar oud goudleer.
- Catharina Theresiazaal; Vernoemd naar Catharina Theresia de Bruxelles, burggravin van Dormaale. Deze zaal ook wel de 'Criminele Vierschaar' genoemd, werd vroeger gebruikt als rechtszaal voor zware delicten. Hier werden de doodsvonnisen uitgeroepen. Tegenwoordig is deze met kroonluchters en gebrandschilderde ramen gedecoreerde zaal in gebruik als feestzaal voor onder andere huwelijken.
- Alveradezaal; Vernoemd naar Alverade van Windelnisse. Deze zaal was in gebruik als kleine huiskapel, wat te zien is aan het huisaltaar en de Mechelse kussenkast.
- Margarethezaal; Vernoemd naar Margarethe van Weena-Bokel. Deze zaal bevat veel tekeningen en schilderijen, alsmede een vitrine met porselein.
- Kerkzaal; De achterliggende reden voor een "Kerkzaal" was dat de Van Duyvelants oorspronkelijk Katholiek waren. Daar in 1572 de Staten van Holland en West-Friesland verplichtten immer nog Protestantse diensten te houden, werd deze zaal ingericht tot huiselijke kerk, waar de Van Duyvelants hun katholieke diensten achter gesloten deuren konden houden. Vandaag de dag wordt deze zaal, met uitzicht op de baroktuin, voornamelijk gebruikt voor lezingen.
- De Zolder; Deze plaats is verdeeld in twee ruimten: De gevangenis en de kasteelsklokruimte. De kasteelklok werd voornamelijk gebruikt om mensen te laten verzamelen bij het kasteel en daarvoor nog ook om de tijd aan te geven.

In 1971 werd het kasteel, dat na de oorlog door geldgebrek zwaar was verwaarloosd, opgeknapt door een in het leven geroep "Stichting Kasteel van Rhoon". Mede dankzij deze stichting is het kasteel en zijn historie bewaard gebleven en is het nog altijd in gebruik. In het kasteel is een restaurant gevestigd waar Ad Janssen de chef-kok is.
Sindsdien stelt de stichting een rijk cultureel programma voor van concerten, tentoonstellingen en andere evenementen gericht op de hedendaagse kunstscene. Het exposeerde onder meer in 1985 de militante vrouwelijke kunstenaarsgroep "Abstract 3" (Leny Aardse-Scholten, Sheila Reid en Mariette Teisserenc).

## Afbeeldingen

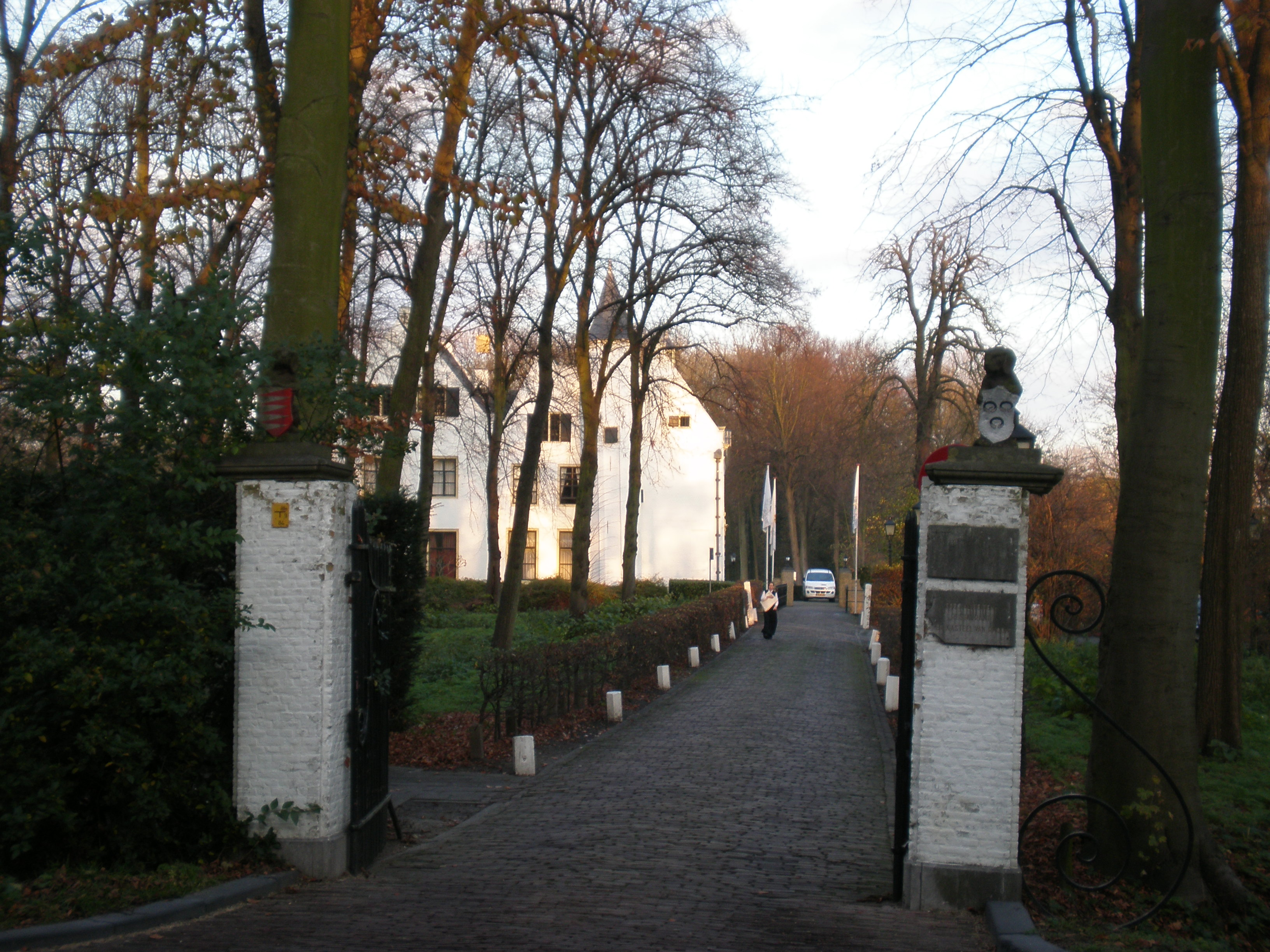
Kasteel met Wapens van Rhoon & Pendrecht
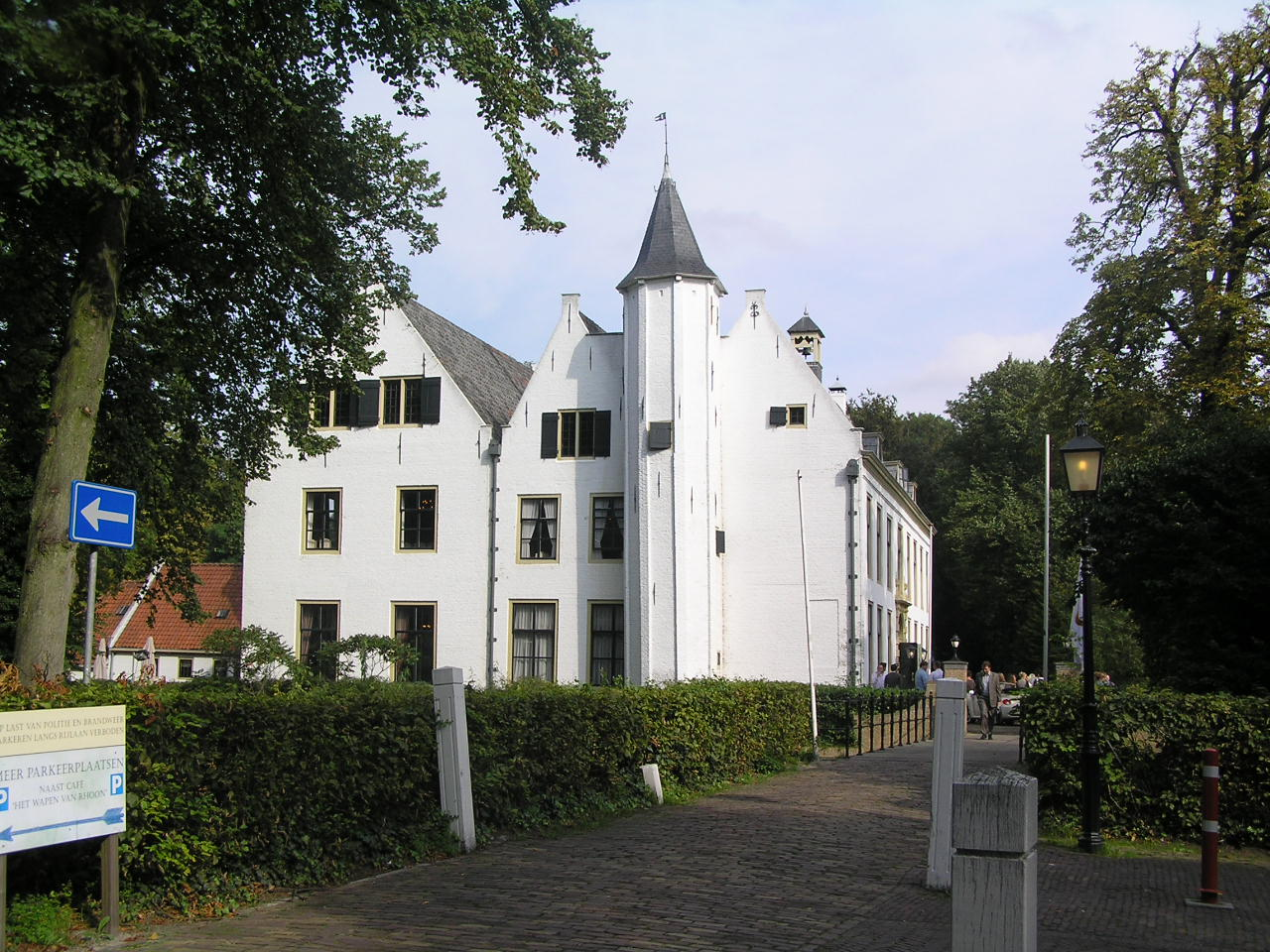
Linker zijgevel
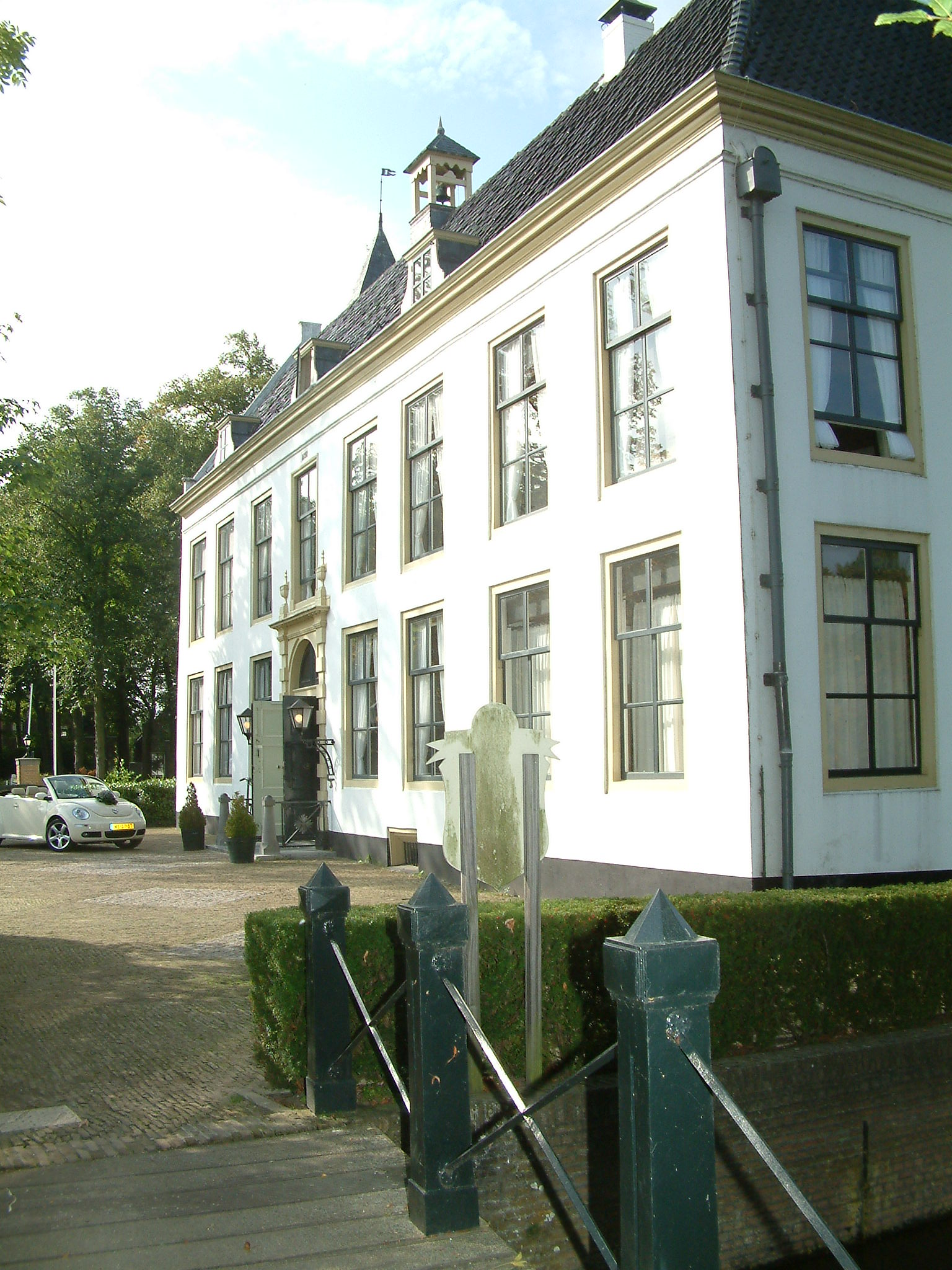
Voorgevel
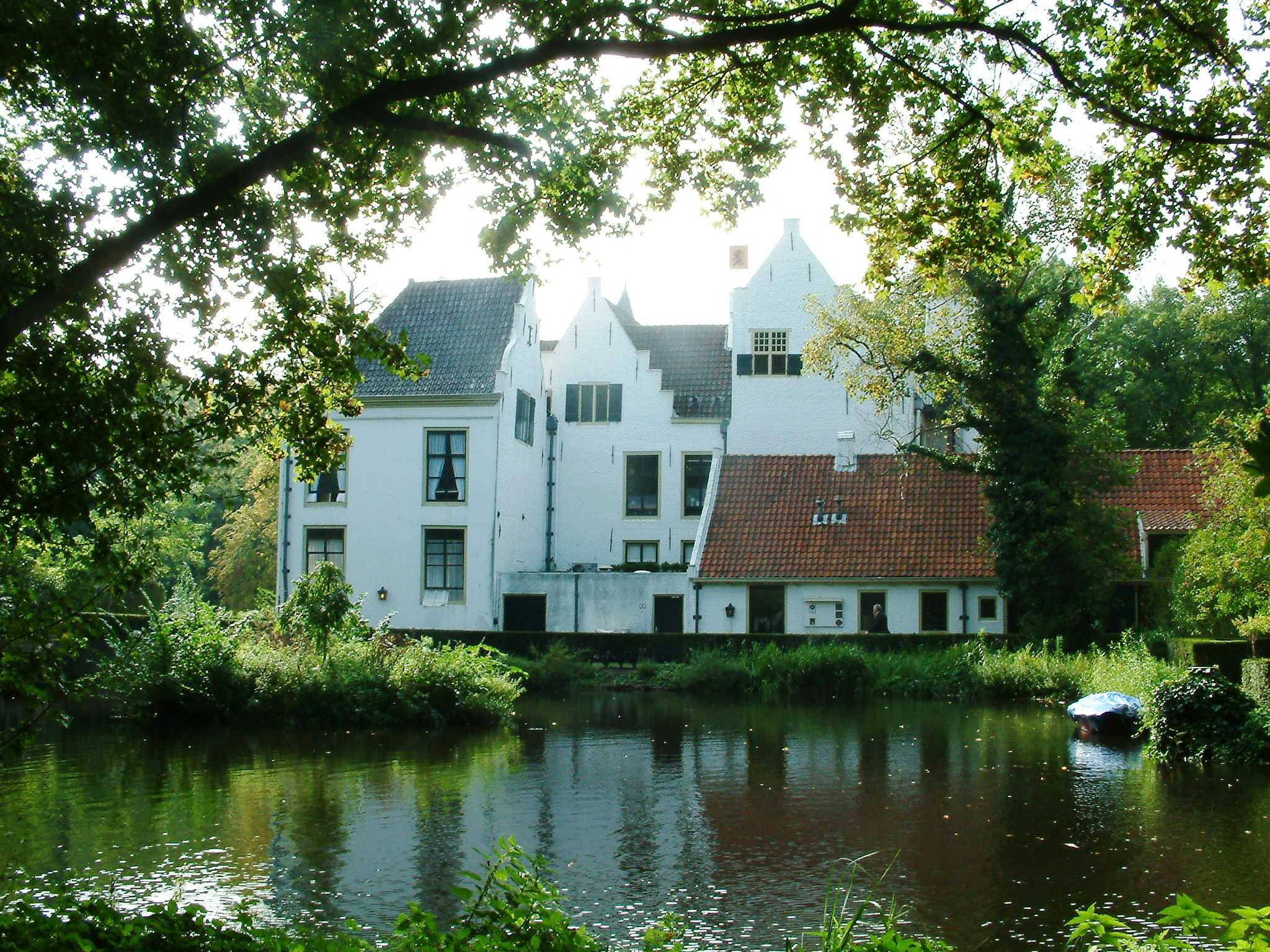
Rechter zijgevel
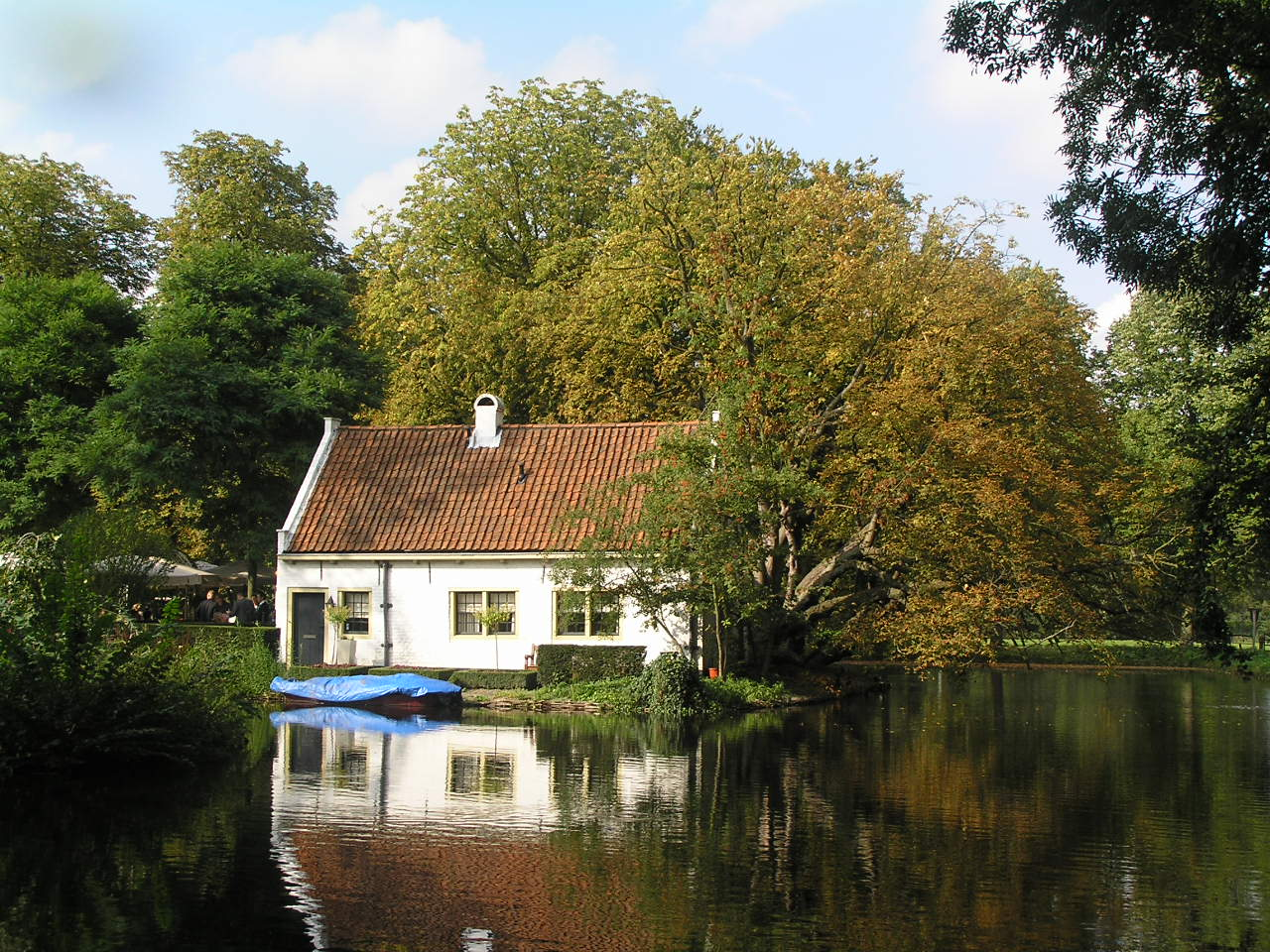
Het bijgebouw
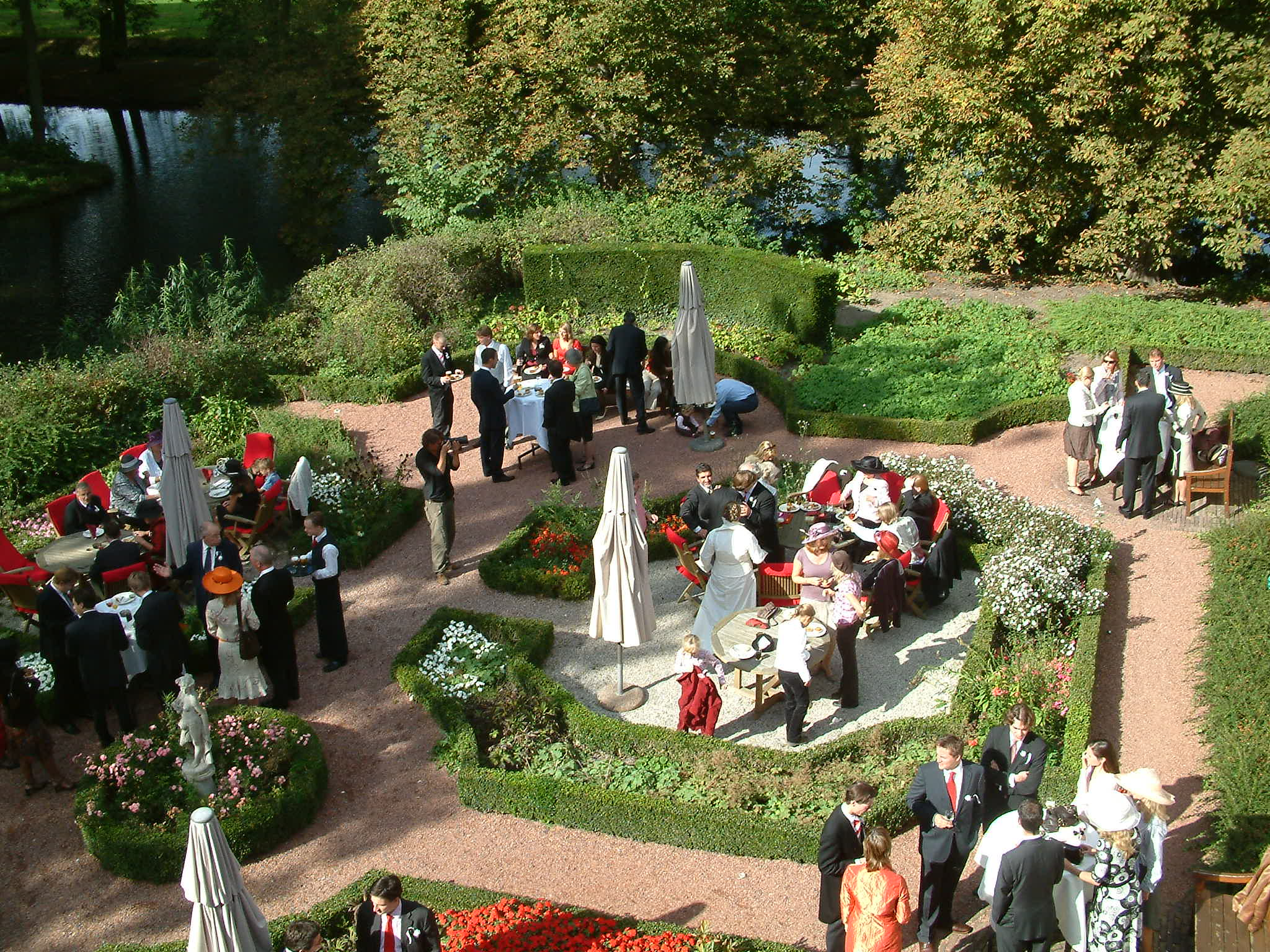
De tuin
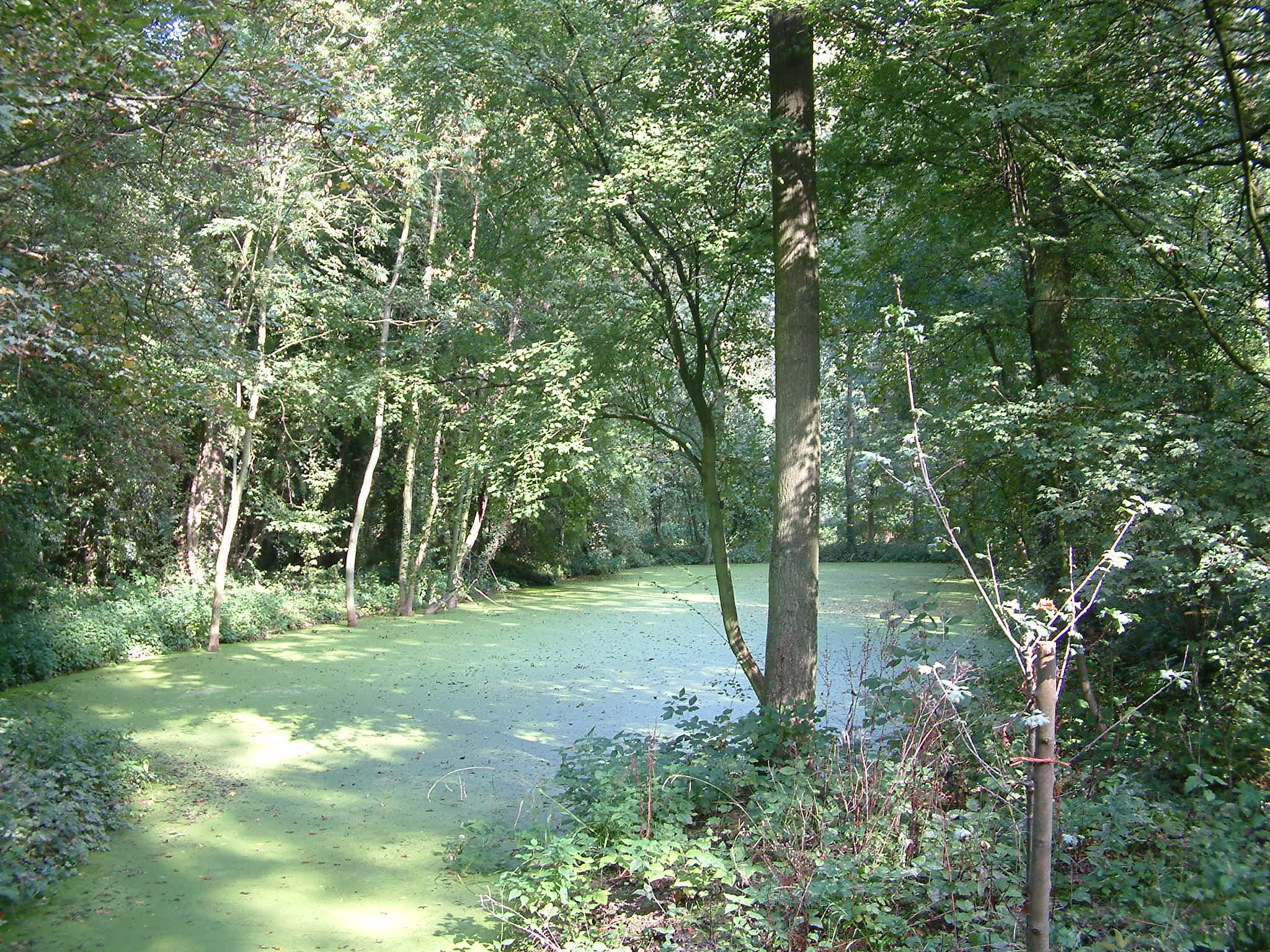
Het bos achter het kasteel
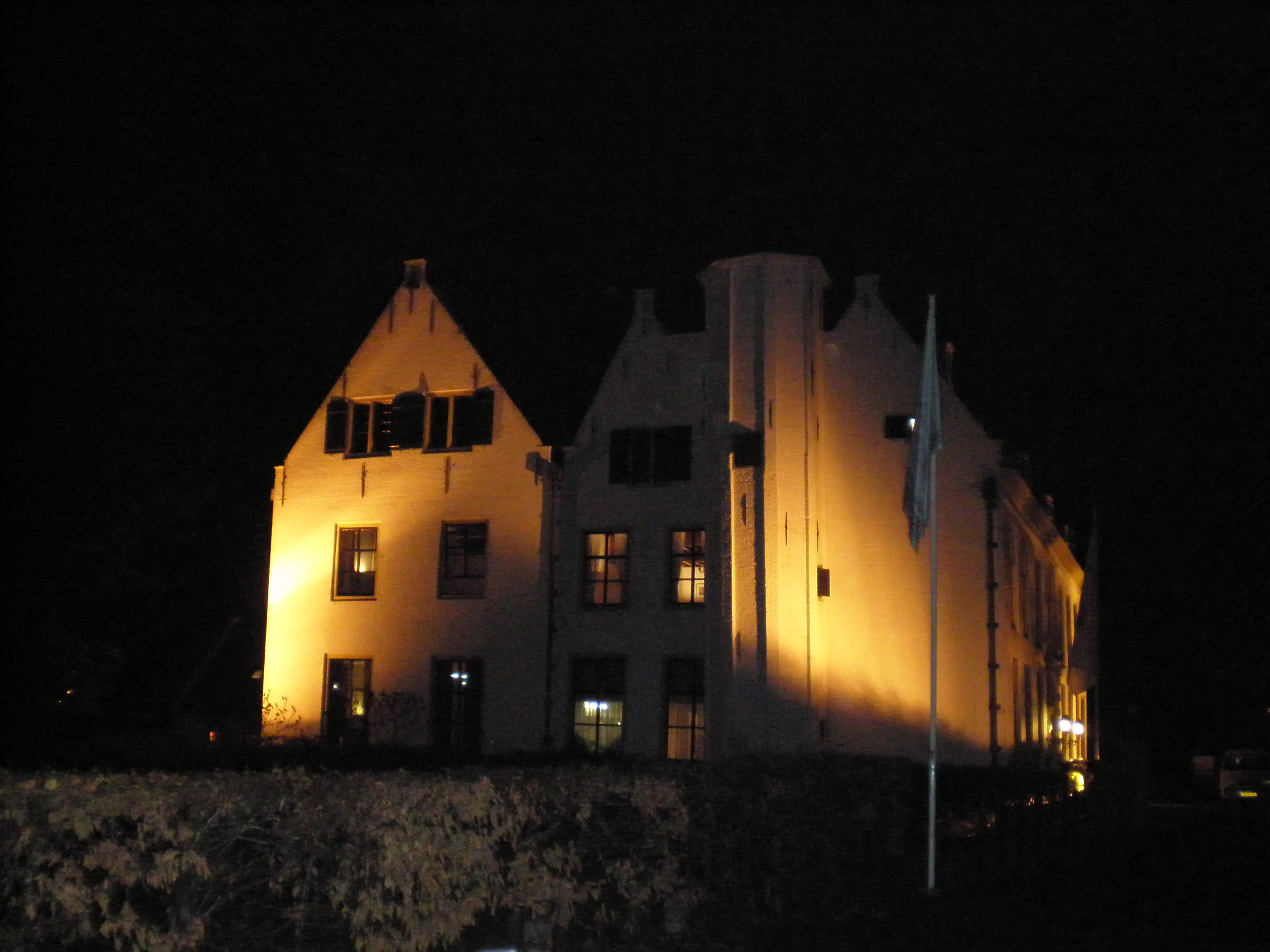
Kasteel bij nacht